# Гриневич, Евгений Олегович
Евгений Олегович Гриневич (20 января 1985, Минск, Республика Беларусь) — современный московский художник-концептуалист, представитель абстрактного экспрессионизма, создатель мультижанровых капсульных выставок в камерных пространствах, один из немногих авторов, работающих в жанре тотальной инсталляции. Лектор. Член Творческого Союза художников России. 

## Биография
Евгений Гриневич родился в Белоруссии в семье врачей: мать — врач-невролог, к.м.н., отец — анестезиолог-реаниматолог. Получил высшее образование в Белорусском Государственном Экономическом университете, стал членом Общества молодых ученых, участвовал в научно-практической программе устойчивого развития регионов, пострадавших после катастрофы на Чернобыльской АЭС. Работал в сфере экономики и банковского дела, преподавал экономику в гимназии № 56 г. Минска. В 2010 году переехал в Москву и стал управляющим интерьерного салона.
2015—2016 год провел в ОАЭ, где занимался управлением жилой недвижимостью русских экспатов, разрабатывал и реализовывал интерьерные решения для премиум-сегмента. Здесь же, по рекомендации искусствоведов, впервые попробовал себя в качестве художника.
В 2017 году Гриневич вернулся в Москву и основал собственное дизайн-бюро UfO Design Vision, специализирующееся на сегменте премиальных интерьеров. Именно в Москве Гриневич реализовался как художник-концептуалист. Его работами, созданными «для себя», заинтересовались выставочные площадки и частные коллекционеры.

## Роль в искусстве
Дебютная выставка #FINDMEINTHEMUSEUM состоялась в 2019 году в Доме-музее Марины Цветаевой. Работы автора можно найти в частных и общественных собраниях в России, США, Великобритании, ОАЭ и на Кипре. 
«Евгений Гриневич — художник-романтик. Художественный романтизм, столь не присущий современному искусству, здесь раскрывается и наполняется поэтичной прозрачностью. Автора отличает узнаваемость, чувственность и полнейшая убедительность того, что истинность гармоничных смыслов и есть истинный смысл творческого ощущения художником БЫТИЯ. И именно оно становится всё более острой необходимостью и важнейшей ценностью в наше непростое время», — модельер, дизайнер одежды Игорь Чапурин'.
«Евгений Гриневич — художник-концептуалист, проекты которого направлены на создание щемящего поэтического чувства в душе зрителя. Властный эстет, он отбирает талантливое, конструируя пространство восприятия по своему усмотрению и обращаясь строго к сегменту высокообразованной публики», — искусствовед, писатель Мария Санти.

## Персональные выставки
2019 год — #FINDMEINTHEMUSEUM. Москва, Дом-музей Марины Цветаевой.
2019 год — «Море для тишины». Москва, Дом-музей Марины Цветаевой. 
2020 год — большой мультижанровый фестиваль «Тайна Занавеса». Москва, Дом-музей Марины Цветаевой. 
2020 год — «Параллели». Москва, Музей В. А. Тропинина и московских художников.
2021 год — «Измерение любви». Москва, Дом-музей Марины Цветаевой. 
2021 год — «Параллели XIX—XXI». Москва, Музей В. А. Тропинина и московских художников.
2022 год — «Обратная молитва». Москва, Дом-музей Марины Цветаевой.
2022 год — «#КриптаМгновений». Москва, Центр современного искусства М’АРС. 
2022 год — партнерство в выставке «Василий Тропинин. Удача гения». Москва, Музей В. А. Тропинина и московских художников. 
2023 год — «Богини Сибири». Новосибирск, Новосибирский государственный краеведческий музей.
2023 год — «Душа моей души». Москва, Дом-музей Марины Цветаевой.
2024 год — «Объятия». Москва, Центр современного искусства М’АРС.
2024 год — «Вначале вырастут цветы». Луганск, Луганская Академия Искусств имени Матусовского. 
2024 год — «Вначале вырастут цветы». Луганск, Луганское Региональное отделение Общероссийского общественно-государственного движения детей и молодежи. 
2024 год — «Вначале вырастут цветы». Москва, Музей «АТОМ» (ВДНХ). 
2024 год — «Следуй за Синей Птицей». Москва, Музей МХАТ (Дом-музей Станиславского).
2024 год — «Следуй за Синей Птицей». Москва, Российская Государственная Молодежная библиотека.
2024 год — «Следуй за Синей Птицей». Москва, МГИМО МИД РФ.
2024 год — «Городок». Дубай (ОАЭ), «Русский дом». 
2024 год — «Городок». Дубай (ОАЭ), Ритц Карлтон. 
2025 год — «О счастливом Царстве». Москва, Музей-заповедник «Абрамцево».

## Кураторские проекты
2023 год — персональная выставка Елены Шлёнкиной «И падает шелковый пояс…».
2023 год — выставка Галины Салиховой «Святочные картинки».
2024 год — куратор и автор перфоманса на закрытом показе проекта Genesis при участии Светланы Сургановой, Ираиды Юсуповой, Юлии Лукиной, Анастасии Попковой и Александра Казанского.

## Избранные инсталляции
2022 год — инсталляция «Старомосковский завтрак» в рамках выставки «Мода на Натюр» в Музее Тропинина и московских художников.
2022 год — инсталляция «Вишневый Сад» в рамках выставки в Музее Тропинина и московских художников.